# Revista d'Igualada
La Revista d'Igualada és una publicació quadrimestral referida al pensament i a la cultura que tracta temes tant de la comarca de l'Anoia com d'interès general. Nascuda l'any 1929, a la fi de la Dictadura de Primo de Rivera, va deixar de publicar-se després que el general Berenguer prengués possessió del govern de Madrid, el 1930. Posteriorment, va iniciar una segona època l'any 1999, actualment en curs. El fundador i director és l'escriptor Antoni Dalmau i Ribalta.

## Revista d'Igualada. 1a època (1929-1930)
La Revista d'Igualada va néixer a la darreria de la Dictadura de Primo de Rivera (1923-1930) i va deixar de publicar-se just després de prendre possessió del govern de Madrid el general Berenguer. Se'n van editar nou números.
La publicaven un grup de joves amb inquietuds literàries i artístiques, units per amistat i per haver col·laborat en anteriors periòdics locals. Volien que la revista fos un reflex de la vida cultural de la ciutat i que es fes ressò de la de Catalunya, una publicació moderna, «lliure de tipismes inoportuns i endarrerits», catalana, intel·lectual i amb una marcada preocupació per l'estètica. "L'orientació ideològica de la Revista era primordialment catalanista i cristiana progressista, propera a la Lliga Regionalista de Francesc Cambó, i acceptava de bon grat la col·laboració de gent situada més a l'esquerra, encara que es vegés constreta obligatòriament a passar per la censura governativa".

### Forma i contingut
La revista, de periodicitat mensual, tenia la redacció i l'administració al carrer de Sant Jaume, número 6 (avui, plaça de Sant Miquel) i s'imprimia en els tallers de Pere Bas i Vich.
La portada, feta en paper més gruixut, incloïa habitualment el sumari. El primer número incloïa u dibuix de Ramon Estany Serra. A continuació, seguia la publicitat, que ocupava tres o cinc planes al principi i al final de cada número, deixant el cos central de la revista per al text pròpiament dit. La majoria dels anuncis, amb un acurat disseny gràfic, són comarcals: bancs, botigues, productes (Anís del Noya, mocadors Guasch, cava Orpinell o paper de fumar Smoking), però també n'hi ha d'àmbit més general o localitzats a Barcelona, com sastres, magatzems comercials, fondes i restaurants.
L'Editorial reflexionava sobre aspectes socials, culturals, cívics o polítics i insistia en la capacitat dels joves a l'hora d'introduir canvis per millorar-la. Els articles de fons tractaven qüestions com l'esport, el teatre, l'ètica, les arts plàstiques, la música, la joventut, el paper de la dona, les avantguardes... Hi havia també col·laboracions i treballs de creació literària.
A partir del número 4, va començar la secció Notes bibliogràfiques o Bibliogràfiques, que contenia ressenyes de llibres i comentaris crítics de les darreres novetats editorials. L'única secció fixa era Garba, noticiari cultural igualadí, que recollia notes curtes, anuncis d'activitats i opinions sobre fets i costums de la ciutat.
La imatge gràfica venia donada pel bon fer de l'estamper Pere Bas i Vich. La distribució de textos i marges, el color, les caplletres, les sanefes, les vinyetes i qualsevol altre element tipogràfic eren acuradament escollits i emprats amb bon gust. Respecte a les il·lustracions, hi havia dibuixos, caricatures i fotografies que complementaven els textos, així com recursos tipogràfics de l'impressor, que milloraven l'estètica de la revista i la feien més atractiva.

### Redactors i col·laboradors

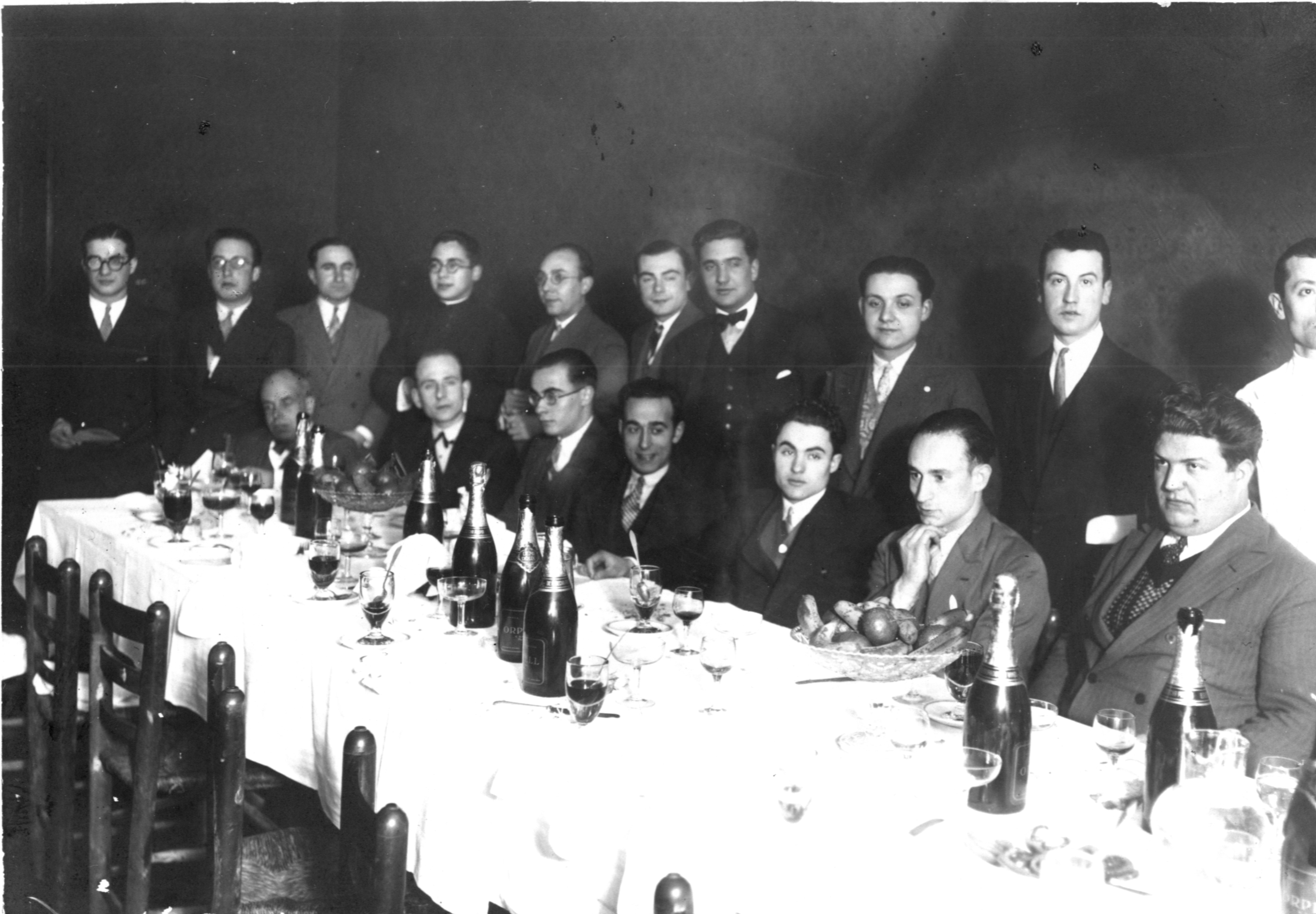
Redactors de l'any 1929.

Els membres de l'equip de la Revista d'Igualada compartien les idees catalanistes, les inquietuds culturals i la joventut, ja que la majoria tenien al voltant de vint-i-cinc anys.
Els fundadors de la revista van ser: Joan Llacuna i Carbonell, Joan Riba i Faura,
Josep Andreu i Massip, Josep Closa i Boyer, Josep Ferran i Soler, Josep Riba-Clavé, Josep Vall i Fàbregas, Lluís Riba-Martí, Lluís G. Serra i Atset, Pere Puig i Quintana, Ramon Estany i Serra, Ramon Godó i Valls i Ramon Pipó i Graells.
La majoria de fundadors eren redactors de la revista i també hi col·laboraven sovint: Antoni Borràs i Quadres (geografia i excursionisme), Gabriel Castellà i Raich (història), Josep Ferran i Soler, Ramon Godó i Valls i Ramon Pipó i Graells (articles de
fons i notícies), Joan Llacuna i Carbonell (poesies), Emili Marimon i Comas (música), Jesús Planas i Carol (crítica literària), Pere Puig i Quintana (societat i política), Joan Riba i Faura (activitats culturals igualadines), Lluís Riba Martí (creació i crítica literària), Lluís G. Serra i Atset (crítica literària i de temes d'actualitat) i Rosalina Poch i Ferrer, que hi va escriure sobre la dona. També hi havia col·laboracions d'intel·lectuals d'arreu dels Països Catalans, com Xavier Benguerel, Cèsar Martinell i Carles Rahola.
Pel que fa als il·lustradors, Ramon Estany i Serra va ser l'autor de la primera portada i també hi havia dibuixos de Lluís M. Albín i Solà, Lluís Riba-Martí, Albert Ràfols, Joan G. Junceda i Antoni Ollé i Pinell (gravats al boix).
La qualitat del contingut unida a una artística presentació formal, van fer de la Revista d'Igualada, malgrat els pocs números que en van sortir, una publicació de prestigi reconegut en la premsa de la comarca de l'Anoia.

## Revista d'Igualada.2a època (1999 →)

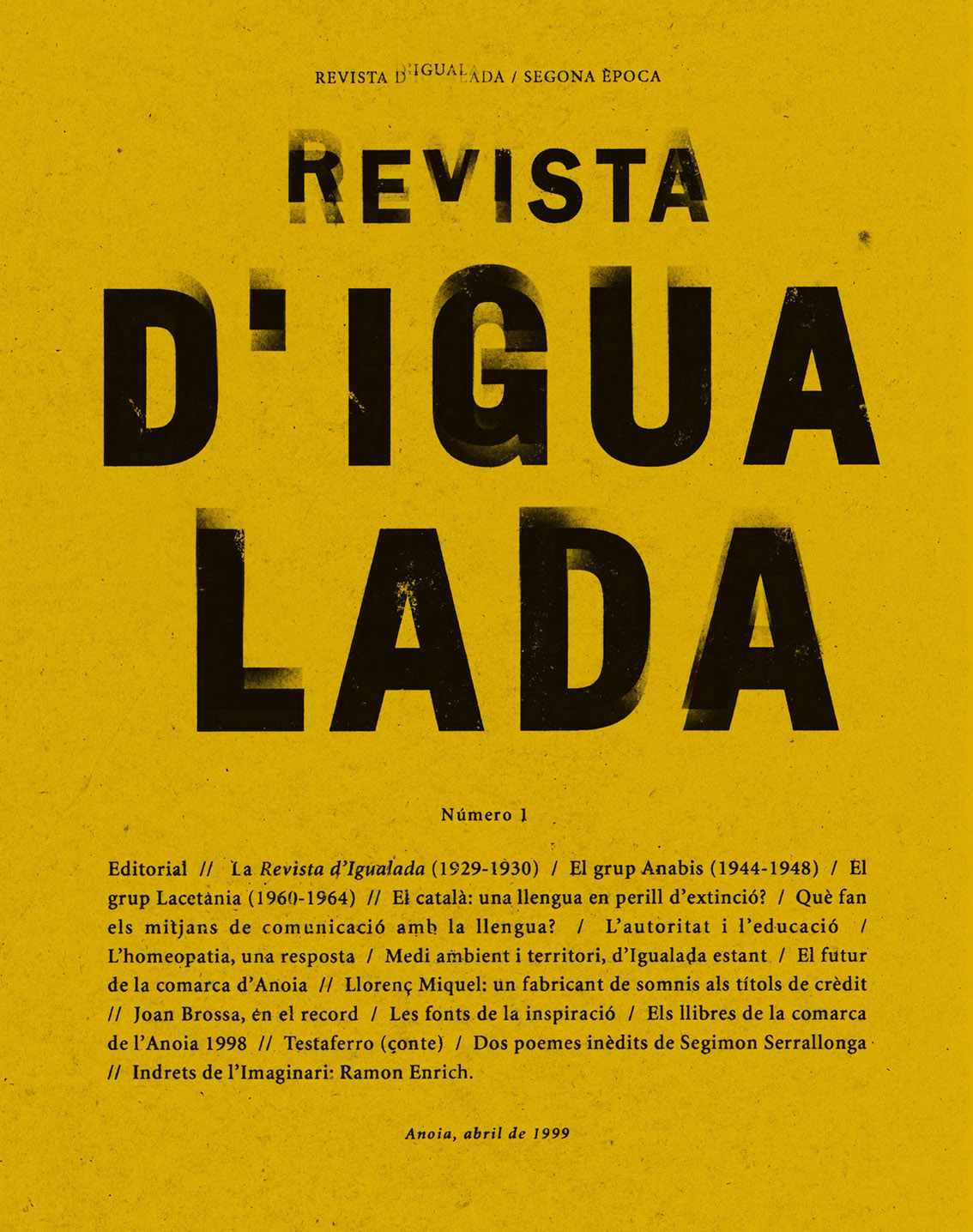
Revista d'Igualada. 2ª època. Portada del número 1 (1999).

El títol escollit l'any 1999 per a una nova publicació referida al pensament i a la cultura —Revista d'Igualada— és un petit homenatge a la tasca editorial que havia dut a terme un grup de joves igualadins, setanta anys abans.
Es va fundar a partir de la iniciativa de gairebé una trentena de persones que, com els primers fundadors, formaven part d'una mateixa generació i compartien unes inquietuds culturals i artístiques, juntament amb uns valors democràtics i catalanistes.
La revista posa l'accent en l'art, la creació literària, les ciències socials i la història. Tracta temes molt diversos i vol ser una plataforma on puguin expressar-se preferentment aquelles persones de la comarca que s'han dedicat a la recerca en àmbits ben diversos. Filla d'un propòsit volgudament eclèctic, alterna els articles de mera divulgació amb els que constitueixen noves aportacions en profunditat i s'ocupa tant de qüestions d'interès local i comarcal com de temes d'interès general que desborden aquest àmbit.

### Forma i contingut
La revista es presenta en format de llibre, i acostuma a tenir al voltant de 100 pàgines. La portada conté el sumari i només canvia el color del paper. Hi ha unes seccions fixes que són:
- «El fil del temps», amb articles d'història.
- «Panoràmica», amb treballs de temes socials, econòmics o científics d'actualitat.
- «Garba», amb notícies i comentaris breus sobre aspectes d'avui dia. Aquesta secció també hi era en la revista de la primera època.
- «Gent», amb una entrevista en profunditat a un personatge de la comarca.
- «La postada dels llibres», amb articles de bibliografia o de crítica literària.
- «Jocs de paraules», amb textos originals de creació literària: contes o poemes.
- «Visual», amb articles i il·lustracions que donen a conèixer l'obra d'algun artista de l'Anoia, en tota mena de disciplines.

Els separadors de cada una d'aquestes seccions són fotografies a tota pàgina, amb un tema comú en cada número.
La revista també presenta el text complet de tots els números en format web, de franc, excepte els tres últims publicats.
Excepcionalment, el número 39 va ser dedicat de manera monogràfica a la Guerra Civil a Igualada.
L'Associació Revista d'Igualada, juntament amb la Universitat Ramon Llull, ha organitzat cursos de la Universitat d'Estiu, entre els anys 2007 i 2013, aquest darrer conjuntament amb Jove Cambra d'Igualada.

### Redactors i col·laboradors

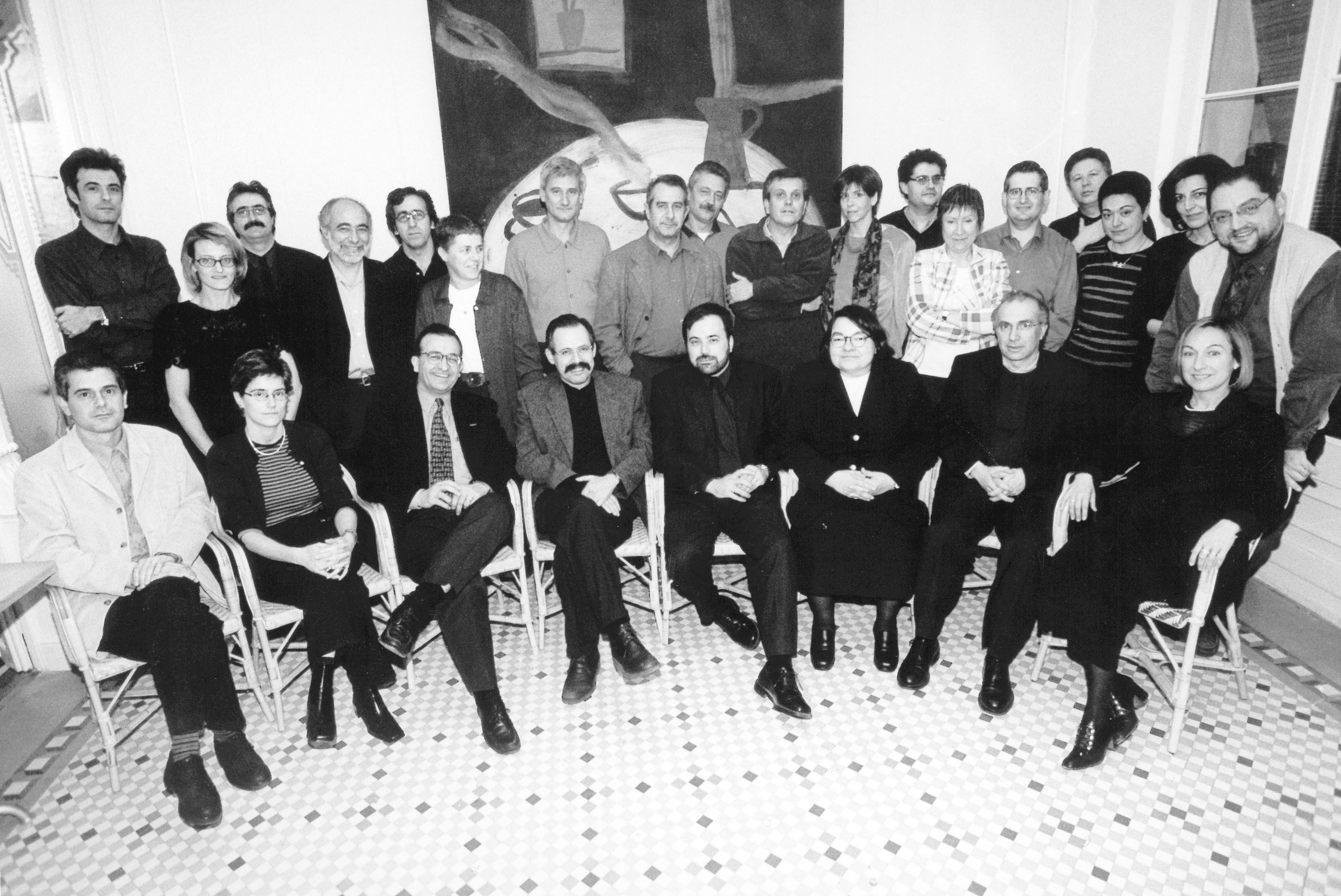
Consell de redacció i fundadors de la 2ª època de la Revista d'Igualada (2000). Foto: Marc Vila (AFMI).

El principal impulsor i director de la revista és Antoni Dalmau i Ribalta.
Formen part del consell de redacció, des de l'inici: Maria Enrich i Murt, M. Carme Junyent Figueras, Pau Llacuna i Ortínez, M. Teresa Miret i Solé, Flocel Sabaté i Curull, Josep M. Solà i Bonet i Joaquim Solé i Vilanova (fins al 2009). L'any 2010 s'hi van incorporar: Antoni Olivé i Tomàs, Joan Sellarès i Alegre i Marta Vives i Sabaté.
La revista ha publicat col·laboracions d'Antoni Badia i Margarit, Dolors Bramon, Òscar Caballero, Miquel Calçada, Ada Castells, Josefina Castellví, Josep Cuní, Miquel Desclot, Anton Maria Espadaler, Jaume Ferrer i Piñol, Daniel Giralt-Miracle, Carles Hac Mor, Joaquim Molas, Josep Romeu i Figueras, Marta Pessarrodona, etc.
També ha publicat obra literària inèdita de Narcís Comadira, Feliu Formosa, Àlex Susanna, Segimon Serrallonga, Miquel Martí Pol i Jacint Verdaguer, entre d'altres.
El projecte gràfic és responsabilitat d'Espai Gràfic i la impressió d'Unigràfic.

### Premis i distincions
- Premi Anuària, any 2000
- Premi Regió 7, any 2000
- Premi APPEC 2009 a una Acció Promocional

## Localització
- Biblioteca Central d'Igualada. Plaça de Cal Font. Igualada (col·lecció completa)